# Acanthopagrus sivicolus
Acanthopagrus sivicolus е вид бодлоперка от семейство Sparidae. Видът е уязвим и сериозно застрашен от изчезване.

## Разпространение и местообитание
Разпространен е в Япония.
Обитава полусолени води и морета.

## Описание
На дължина достигат до 45 cm, а теглото им е максимум 2500 g.